# Судан (Тексас)
Судан (енгл. Sudan) град је у америчкој савезној држави Тексас. По попису становништва из 2010. у њему је живело 958 становника.

## Демографија
Према попису становништва из 2010. у граду је живело 958 становника, што је 81 (7,8%) становника мање него 2000. године.
| Група             | 2000.       | 2010.       |
| Белци             | 656 (63,1%) | 530 (55,3%) |
| Афроамериканци    | 56 (5,4%)   | 42 (4,4%)   |
| Азијати           | 0 (0,0%)    | 1 (0,1%)    |
| Хиспаноамериканци | 311 (29,9%) | 371 (38,7%) |
| Укупно            | 1.039       | 958         |